# Manolo García
Manuel García García-Pérez, conhecido como Manolo García (Barcelona, 19 de Agosto de 1955) é um cantor, compositor e pintor espanhol. Gravou os seus primeiros discos com grupos como Los Rápidos ou Los Burros, alcançou o exito comercial com El Último de la Fila e continua a sua carreira a solo. A sua música destaca-se pelo seu original cadinho de ritmos pop rock, árabes, de flamengo e melódicos e pelas suas letras de cariz lírico e surrealista.
O artista catalão caracterizou-se durante toda a sua carreira por manter a sua vida pessoal afastada da sua vida pública, pelo que o seu estado civil, assim como a sua vida privada e tudo o que se afaste do estritamente artístico, fica fora do conhecimento popular. Na obstante, conohece-se o parentesco com a também cantora Carmen García, componente do grupo Carmen, sendo o parentesco de irmãos.

## Primeiros passos artísticos

### Infância e primeiros passos nas artes plásticas
Apesar de Manolo García ter nascido num pequeno bairro de Barcelona de Poblenou, as suas raízes familiares estão na província de Albacete.
A sua infância ficou marcada pelos seus primeiros rasgos artísticos. Na tenra idade de 7 anos, no terraço da sua casa, já criava obras de arte, combinando diferentes enfoques artísticos, misturando a pintura com restos industriais como bidões ou plásticos e outros elementos de difícil categorização. Sendo a expressão plástica alternada com a sua Educação Básica obrigatória.
O perfil artístico que primeiro manifestou foi o gosto pela pintura y as plástica. Aos 14 anos, ignorando a música, continuava a experimentar as possibilidades das artes plásticas, dedicando-se a experimentar novos produtos, mediante uma formação totalmente Autodidata e com carácter profissional. Não tarda muito a entrar no mundo laboral como pintor de quadros a óleo, onde, segundo Quimi Portet, se transforma num especialista em céus e lagos, devido a se encarregar de preencher as zonas azuis das paisagens, geralmente céus e lagos.

## Discografia
- Arena en los bolsillos (1998)
- Nunca el tiempo es perdido (2001)
- Para que no se duerman mis sentidos (2004)
- Saldremos a la lluvia (2008)
- Los días intactos (2011)
- Todo es ahora (2014)
- Geometría del rayo (2018)
- Mi vida en Marte (2022)
- Desatinos desplumados (2022)